# Не-хетеросексуален
Не-хетеросексуален се отнася много често във феминистката, джендър и академична литература до контексти, рамки и т.н. Тоест това е хиперним отнасящ се до хомосексуален или бисексуален, или асексуален, или нещо, което по някакъв начин не се вписва в рамките на хетеросексуалния контекст.